# Evermore (együttes)
Az Evermore egy új-zélandi alternatív/indie rockegyüttes, Ausztráliában működnek. A zenekart a Hume fivérek hozták létre: Jon gitáros-énekes, Peter billentyűs, és Dann dobos-énekes. Eddig két platinalemezük van, a Dreams (Álmok, 2004) és aReal Life (Való világ, 2006). Ezek mellett hat ARIA-díjra jelölték őket, és két Vodafone Új-Zéland Zeneműdíjat kaptak.

## Történetük

### Háttér
Jon Hume Ausztráliában született, míg két öccse már Új-Zélandon született. Mindhárom fivér a Manawatu-Wanganui tartományi Fielding városkában nőtt föl. Az Evermore nevet a Led Zeppelin egyik slágerének címéből választották (The Battle of Evermore).

### Út a hírnév felé (2000–2003)
2000-ben az Evermore jelentkezett a Rockquest vetélkedőre. Ekkor még Richard Higham is tagja volt az együttesnek, aki basszusgitáron játszott. A zenekar nagy sikert aratott, és a nyereményüket a Red Sky stúdióba fektették.
Az Evermore első kislemeze a Slipping Away 2002. december 1-jén jelent meg, mindössze 300 példányban. Az együttes számait azonban egyre gyakrabban lehetett a rádióban is hallani, és így jelentős figyelmet kapott. Következő kislemezük 2003. január 13-án jelent meg, és a My Own Way címet kapta, melyet a harmadik kislemez követett 2003. szeptember 15-én.
2003 augusztusában, a Project NZM-ben elért sikereiket követően a New Zealand Musician magazin címlapján szerepeltek, a ZM rádió által szponzorált kampány keretében, amelyben feltörekvő új-zélandi együttesekre hívták fel a figyelmet.